# Capnioneura libera
Capnioneura libera is een steenvlieg uit de familie Capniidae. De wetenschappelijke naam van de soort is voor het eerst geldig gepubliceerd in 1909 door Navás.